# America (Schiff, 2014)
Die America, auch USS America (Kennung: LHA-6), ist ein Amphibisches Angriffsschiff (Hubschrauberträger) und Typschiff der gleichnamigen Klasse der United States Navy.

## Geschichte
Die spätere America wurde am 27. Juli 2009 bei der Ingalls Shipbuilding in Pascagoula im Bundesstadt Mississippi auf Kiel gelegt. Der Stapellauf erfolgte am 4. Juni 2012 und die Indienststellung am 11. Oktober 2014.